# PrestaShop
PrestaShop là một nền tảng Thương mại điện tử Mã nguồn mở freemium (có cả bản miễn phí và bản trả phí). Phần mềm này được xuất bản dưới Bản quyền Phần mềm Mở (Open Software License - OSL). Nó được viết bằng ngôn ngữ lập trình PHP với hỗ trợ cho hệ quản trị cơ sở dữ liệu MySQL. Nó có các thành phần dựa trên nền tảng Symfony PHP.
PrestaShop đang được sử dụng bởi 300.000 cửa hàng trên cả thế giới và có sẵn bản dịch cho 60 ngôn ngữ khác nhau.

## Lịch sử
PrestaShop bắt đầu vào năm 2005 như là một dự án của sinh viên ở trường EPITECH IT Paris, Pháp. Tên ban đầu là phpOpenStore, phần mềm ban đầu có sẵn trong 2 ngôn ngữ: Tiếng Anh và Tiếng Pháp.
Công ty PrestaShop SA, được thành lập năm 2007 bởi Igor Schlumberger và Bruno Lévêque.
Từ tháng 5/2010 đến tháng 4/2012, PrestaShop phát triển từ 17 nhân viên lên hơn 100, với trung tâm thứ 2 ở Miami. Đến tháng 4/2016, PrestaShop có trên 120 nhân viên và văn phòng ở  6 quốc gia.
Tháng 3/2014, PrestaShop SA huy động được  9.3 triệu USD ở vòng gọi vốn đầu tư thứ 2 để tiếp tục nỗ lực mở rộng ra toàn cầu.
Tháng 1/2015, công ty ra mắt PrestaShop Cloud, bản tự cung cấp máy chủ miễn phí, nhưng không còn tiếp tục duy trì từ năm 2017.
Tháng 10/2021, 0.31% trang phần mềm bán hàng nguồn mở sử dụng PrestaShop, theo trang theo dõi phần mềm BuiltWith. Theo W3Techs, PrestaShop được sử dụng bởi 0.5% trên tất cả các website.
Tháng 10/2019, PrestaShop đóng cửa trung tâm Miami và hủy bỏ các hoạt động của trung tâm này ở Mỹ.
Năm 2019, PrestaShop nhận Giải thưởng Acteurs du Libre International Award  cho các chiến lược phát triển quốc tế.
Phiên bản mới nhất hiện nay của Prestashop là 1.7.7.7

## Mô hình kinh doanh
Là một tổ chức nguồn mở, PrestaShop đã phải đối mặt với việc tạo ra doanh thu. Bằng cách tận dụng quy mô toàn cầu của mình trong cộng đồng nguồn mở, công ty đã thiết lập ra hai nguồn doanh thu chính:
- PrestaShop Addons, một chợ giao dịch qua đó các chủ cửa hàng mua các phần gắn thêm và giao diện tùy biến cho cửa hàng của mình.
- Quan hệ đối tác chiến lược với các công ty dẫn đầu trong ngành thương mại điện tử như PayPal hoặc Google [13]

## Các tính năng
PrestaShop có hơn ba trăm tính năng xây dựng sẵn cho quản lý sản phẩm, thanh toán, vận chuyển, sản xuất và cung ứng. PrestaShop dùng một hệ thống giao diện web cho phép người dùng tùy biến giao diện cửa hàng và thêm các tính năng mới thông qua các module gắn thêm. Chợ PrestaShop Addons cung cấp một nền tảng cho các nhà phát triển bên thứ ba bán các giao diện và module của họ tới các chủ cửa hàng.

## Đối tác
Ngày 14 tháng 6 năm 2021, Wish đã công bố quan hệ đối tác với PrestaShop, theo đó Prestashop sẽ cung cấp quyền truy cập vào nền tảng Wish cho hơn 300 nghìn cửa hàng đang sử dụng Prestashop.